# Djebel Abdulaziz
Le djebel Abdulaziz, ou Abd al-Aziz (en arabe : جبل عبدالعزيز, kurde : Çiyayê Kezwan), est un massif montagneux situé essentiellement dans la partie sud-ouest du gouvernorat de Hassaké, environ 35 km à l'ouest-sud-ouest du centre de la ville de Hassaké, dans le nord-est du désert de Syrie.

## Toponymie
Le massif tire son nom d'Abdul Aziz, un descendant d'Abd al Qadir al-Jilani, un commandant militaire de l'armée de Saladin, qui avait autrefois pris le massif comme lieu fortifié. L'ancien nom du massif était ʾAl-Ḥiyāl (الحيال).

## Géographie
Le massif s'étend d'est en ouest et a une longueur de 85 km, une largeur de 15 km, et une superficie de 840 km2. Le djebel Abdulaziz se compose d'une série de collines et de vallées dont l'altitude varie entre 350 et 920 mètres.

## Population
En 2007, une vingtaine de villages et une trentaine d'établissements agricoles plus petits étaient dispersés au pied du massif avec une population totale comprise entre 13 000 et 15 000 individus. Tous les habitants de la région sont des Arabes de la tribu Baqqarat al-Jabal, à l'exception d'un village de la tribu Sayyad (qui s'est intégré à la première). C'est l'une des régions les plus pauvres de Syrie, en grande partie en raison des conditions arides et exacerbées par les restrictions d'utilisation des terres en place autour de la réserve naturelle établie sur la montagne. De nombreux habitants ont migré vers la ville de Hassaké et la ville voisine de Tall Tamer pour chercher de meilleures conditions.

## Histoire
À l'époque ottomane, la région était ponctuellement peuplée d'éleveurs nomades arabes qui erraient dans les plaines arides entre le massif et la région de Mardin (maintenant en Turquie). Avec l'établissement post-ottoman de la frontière syro-turque et la promotion croissante de l'agriculture sédentaire par les autorités coloniales et étatiques, ces tribus ont commencé à être forcées de s'installer définitivement pendant le mandat français, avec la première colonie permanente établie dans les années 1950.
En 2015, le massif est passé sous le contrôle des forces kurdes des YPG.